# Rodolfo Martínez
Rodolfo Martínez (ur. 1965) – hiszpański pisarz.
Studiował filologię angielską, jednak studiów nie ukończył i pracował jako informatyk. Jest pisarzem tworzącym w stylistyce science fiction, jednak ma w dorobku również powieści kryminalne. Jego pierwsze opowiadanie ukazało się drukiem w 1987, także w następnych latach publikował głównie w magazynach. Pierwszą powieść, cyberpunkową La sonrisa del gato, wydał w 1995. W połowie lat 90. napisał pierwszy utwór o przygodach Sherlocka Holmesa, będący swoistą kontynuacją cyklu stworzonego przez Arthura Conana Doyle’a. Jedna z powieści Hiszpana Sherlock Holmes y la sabiduría de los muertos ukazała się w Polsce pod tytułem Sherlock Holmes i mądrość umarłych. Martínez nawiązuje w niej nie tylko do twórczości Conana Doyle’a, ale również H.P. Lovecrafta.